# Christie Watson
Christie Watson (Stevenage, 1976) è una scrittrice britannica.

## Biografia
Nata a Stevenage nel 1976, a 16 anni ha abbandonato gli studi e, dopo una serie d'impieghi part time, ha prestato servizio di volontariato per l'associazione "Scope" prima di lavorare come infermiera a Londra.
Nel 2011 ha esordito nella narrativa con il romanzo Un cielo pieno di lucciole aggiudicandosi un Costa Book Awards nella sezione "Miglior esordio dell'anno".
Dopo aver pubblicato altri due romanzi, nel 2018 ha dato alle stampe il memoir Una gentilezza infinita nel quel racconta la sua ventennale esperienza d'infermiera.

## Opere

### Romanzi
- Un cielo pieno di lucciole (Tiny Sunbirds Far Away, 2011), Milano, Mondadori, 2013 traduzione di Federica Garlaschelli ISBN 978-88-04-63102-6.
- Where Women are Kings (2014)
- Here I Stand (2016)

### Memoir
- Una gentilezza infinita (The Language of Kindness: A Nurse's Story), Milano, Mondadori, 2018 traduzione di Manuela Faimali ISBN 978-88-04-70282-5.

## Premi e riconoscimenti
- Costa Book Awards: 2011 vincitrice nella categoria "Romanzo d'esordio" con Un cielo pieno di lucciole